# Juho Tuomikoski
Juho Tuomikoski (eigentlich Viljo Johannes Tuomikoski; * 14. Dezember 1888 in Ilmajoki; † Palm Beach, 13. Dezember 1967) war ein finnischer Marathonläufer.
1920 wurde er Neunter beim Boston-Marathon und Fünfter bei den Olympischen Spielen in Antwerpen in 2:40:19 h.